# 牙山市
牙山市（：／ Asan si */?）是大韓民国忠清南道的一个城市，在首尔以南，忠清南道北部，人口約30萬。市内交通有長項線、京釜高速公路和西海岸高速公路穿过。

## 地理
- 山：靈仁山、雪華山、广德山
- 河川：
- 湖沼：牙山湖

### 鄰接行政區
- 天安市、公州市、唐津市、礼山郡
- 京畿道：平泽市

## 历史
- 马韩时代为冉路國地域。并很可能是百济开国国王溫祚王的都城彌鄒忽。
- 百济在此设牙述縣。
- 757年景德王改为陰峯縣。
- 高丽朝改为仁州。
- 1018年高麗顯宗改称牙州縣，并置监务。
- 1413年朝鲜王朝朝鲜太宗改为牙山縣，为现在牙山名字之始。
- 1895年新的二十三府制中属洪州府。一年后的十三道制中属忠清南道。
- 1914年溫陽郡、新昌郡统合成了牙山郡。
- 1995年1月1日 - 牙山郡与温陽市合併、牙山市成立。車周英任合併後代市長。
- 1995年6月27日 - 市長選举、李吉永当選。
- 1998年6月4日 - 市長選举、李吉永再選。
- 2002年6月13日 - 市長選举、姜熙福当選。
- 2006年5月31日 - 市長選举、姜熙福再選。

## 行政区划
- 鹽峙邑（염치읍）
- 排芳邑（배방읍）
- 松岳面（송악면）
- 湯井面（탕정면）
- 陰峰面（음봉면）
- 屯浦面（둔포면）
- 靈仁面（영인면）
- 仁州面（인주면）
- 仙掌面（선장면）
- 道高面（도고면）
- 新昌面（신창면）
- 溫陽1洞（온양동）
- 溫陽2洞
- 溫陽3洞
- 溫陽4洞
- 溫陽5洞
- 溫陽6洞

## 行政
- 市長：姜熙福（姜熙福）
- 峙洞、松嶽面、排芳面、湯井面、陰峰面、屯浦面、仁面、仁州面、仙掌面、道高面

新昌面、泉1洞、泉2洞、谷洞、神井洞、禾洞、州洞。

## 産業
如现代汽车，三星LCD和三星电子公司已经在牙山建工厂。一共有14个复合产业园区，目前有汽车零部件，电子零件和其他工厂。
附近平泽港，是最接近中国东海岸的韩国港口。

## 姐妹都市
- 普蘭店市（中国遼寧省大連市） - 1997年5月25日提携（20日签定）
- 晋州市（慶尚南道） - 2004年6月11日提携
- 西大門区（首尔特別市） - 2005年6月3日提携
- 马来西亚八打灵再也[1]

## 教育
- 湖西大学校（牙山校区）
- 順天鄉大学
- 韓国理工4大学（牙山校区）
- 鮮文大学校（牙山校区）

有5所大学。

## 交通

### 鐵道路線
- 韩国高速铁道
  - 天安牙山站
- 長項線
  - 牙山站 - 温陽温泉站

## 名所・旧跡・観光・祭事・催事
- 鳳谷寺
- 洗心寺
- 温陽温泉
- 牙山温泉
- 道高温泉

## 名人
- 尹潽善（前总统）
- 李舜臣曾在此地短暂居住。
- 梁金錫（演員）
- 林娜榮（I.O.I、Pristin成員）

## 其他
- 柳成企業（汽车零部件製造会社）本社。
- S-LCD（索尼、三星合资）本社。